# Les Liens du passé
Pour plus de détails, voir Fiche technique et Distribution.
Les Liens du passé (titre original : I love Trouble) est un film américain réalisé par S. Sylvan Simon, sorti en 1948 au cinéma.

## Synopsis
Un homme riche engage Stuart Bailey, un détective privé, pour enquêter sur le passé de son épouse. Le détective découvre qu'elle a été danseuse et qu'elle a vécu dans sa ville natale avec un acteur. Ce dernier est tué avant d'avoir pu parler à Stuart mais, avec l'aide d'une danseuse, le détective apprend que l'épouse avait utilisé les papiers dérobés à une amie pour entrer à l'université après qu'elle a volé 40 000 $ dans le night club où elle travaillait. Stuart apprend par la suite que le mari a tué son épouse quand il a découvert son passé afin d'éviter un scandale et qu'il doit servir de bouc émissaire.

## Fiche technique
- Titre original : I love Trouble
- Titre français : Les Liens du passé
- Réalisation : S. Sylvan Simon
- Scénario : Roy Huggins, d'après The Double Take de Roy Huggins
- Photographie : Charles Lawton Jr.
- Montage : Al Clark
- Musique : George Duning
- Direction artistique : Stephen Goosson, A. Leslie Thomas
- Décors : Louis Diage, Wilbur Menefee
- Costumes : Jean Louis
- Producteur : S. Sylvan Simon
- Société(s) de production : Columbia Pictures Corporation, Cornell Pictures
- Société(s) de distribution : Columbia Pictures (États-Unis)
- Pays d'origine :  États-Unis
- Langue originale : anglais
- Format : noir et blanc – 35 mm – 1,37:1 – son : mono (Western Electric Recording)
- Genre : policier, film noir
- Durée : 93 minutes
- Dates de sortie : 
  -  États-Unis : 10 janvier 1948
  -  France : 3 septembre 1948
- Affiche : Constantin Belinsky (France)

## Distribution
- Franchot Tone : Stuart Bailey
- Janet Blair : Norma Shannon
- Janis Carter : Mme Caprillo
- Adele Jergens : Boots Nestor
- Glenda Farrell : Hazel Bixby
- Steven Geray : Keller
- Tom Powers : Ralph Johnston
- Lynn Merrick : Mme Johnston
- John Ireland : Reno
- Donald Curtis : Martin
- Eduardo Ciannelli : John Vega Caprillo
- Robert Barrat : Lt. Quint
- Raymond Burr : Herb
- Eddie Marr : Sharpy
- Arthur Space : Sgt. Muller
- Claire Carleton : Irene Feston